# Barnes Foundation

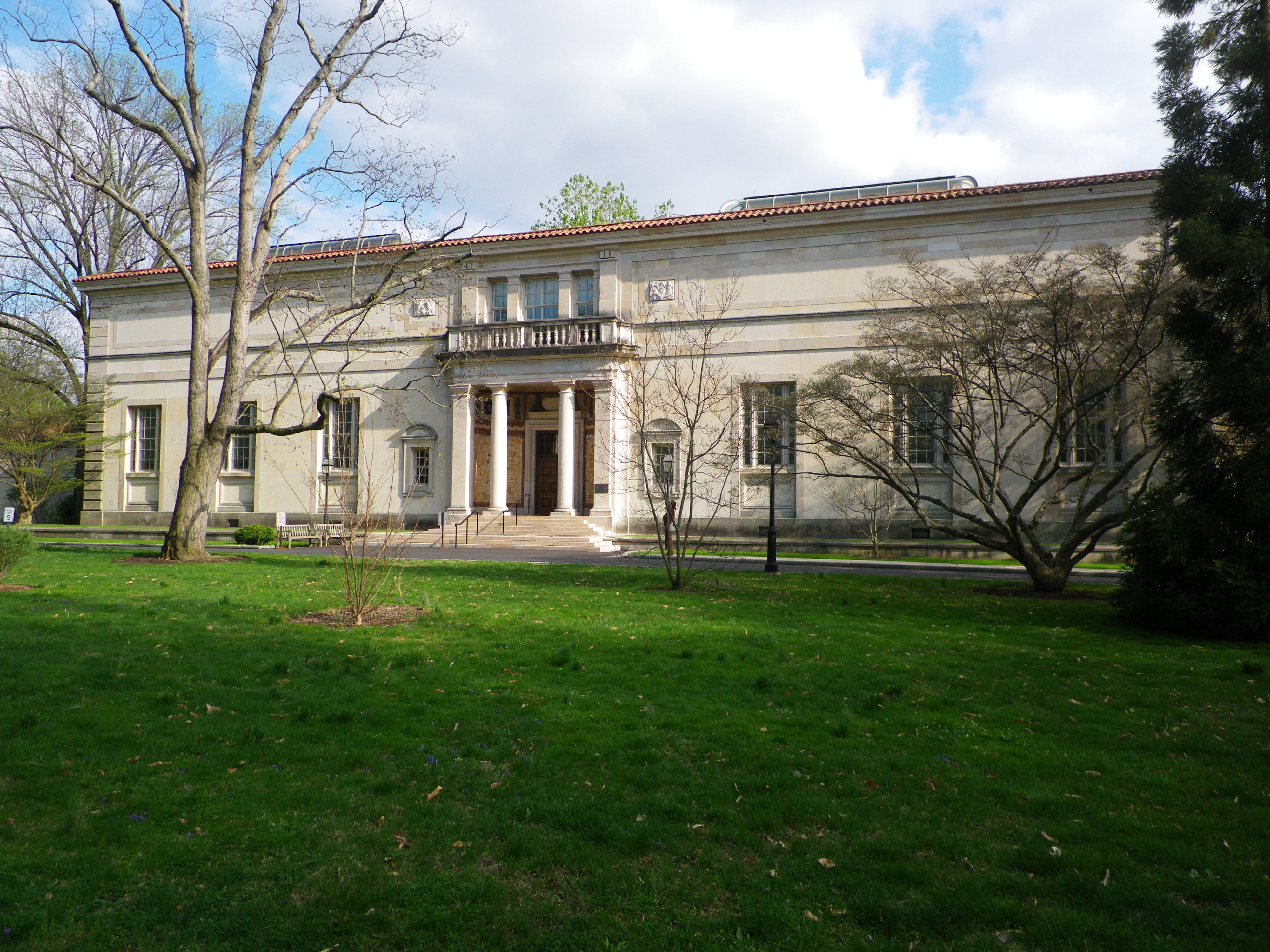
Barnes Foundations ursprungliga byggnad i Lower Merion

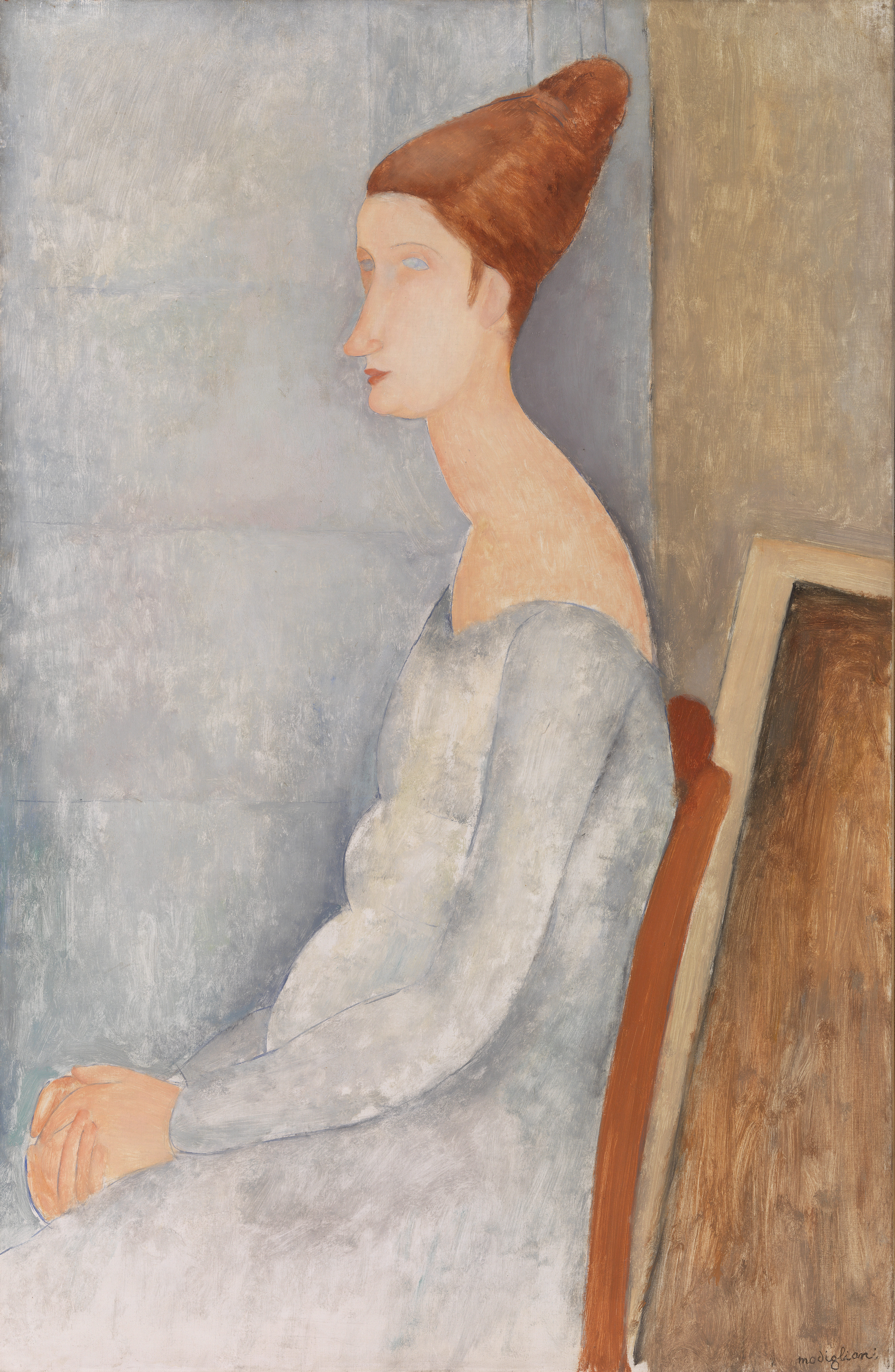
Amedeo Modiglianis Jeanne Hébuterne sittande i proifil (1918)

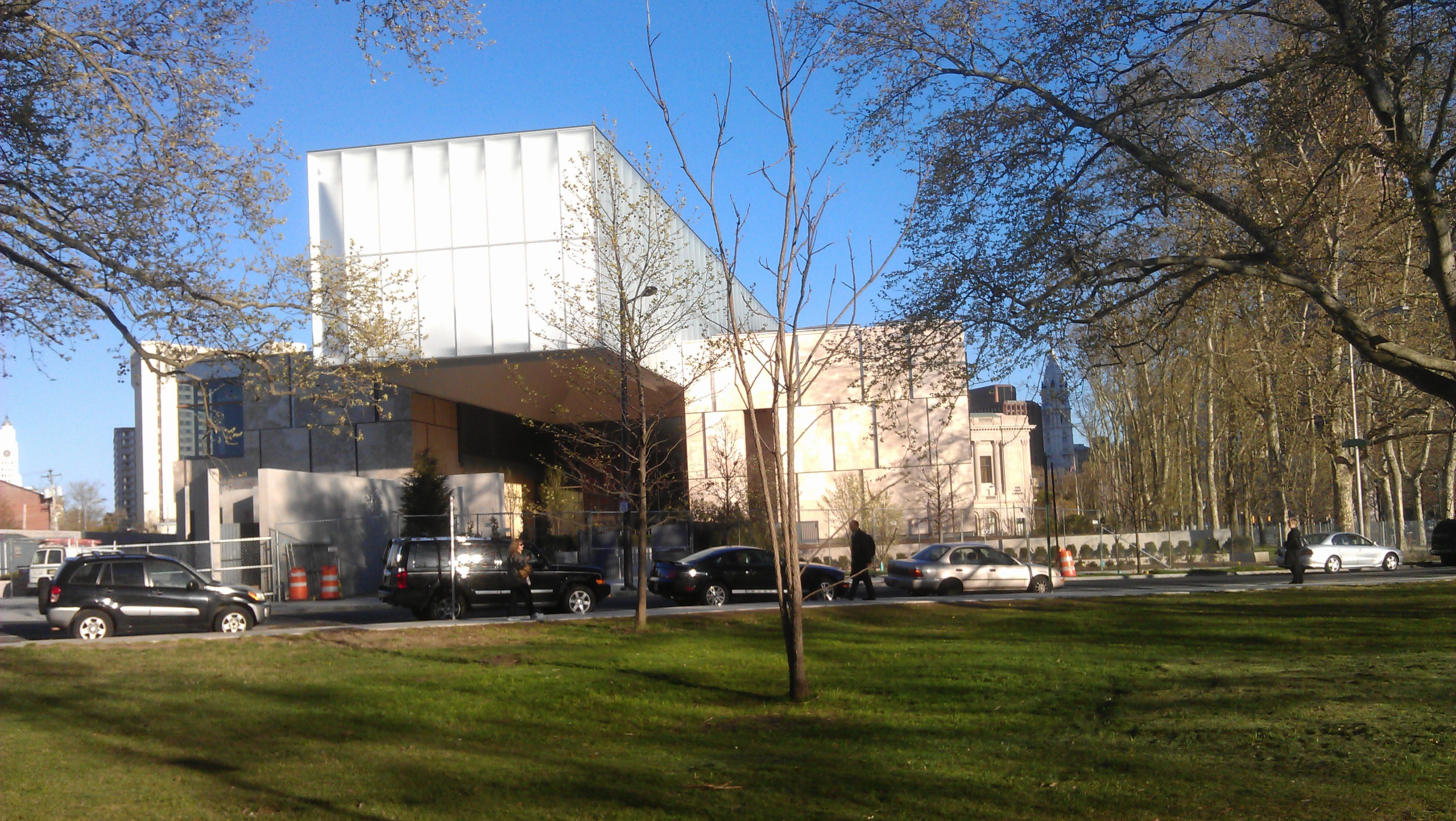
Barnes Foundation vid Logan Square i Philadelphia

Barnes Foundation är en amerikansk högskola för konst och konstmuseum i Philadelphia i Pennsylvania, som grundades 1922 av kemisten och konstsamlaren Albert C. Barnes. Sedan 2012 ligger det på Benjamin Franklin Parkway i Philadelphia.
Albert C. Barnes började samla konst efter att ha tjänat en förmögenhet på läkemedel. Han fick hjälp av målaren William Glackens, som var skolkamrat till Barnes. Vid ett besök i Paris 1912 introducerades han till modern konst i Frankrike av Gertrude och Leo Stein. På Barnes uppdrag köpte därefter Glackens in en första omgång av samtida fransk konst. År 1922 började Barnes överföra sin samling på en utbildningsstiftelse som han upprättade. Han köpte en tomt i Merion av växtkännaren Joseph Lapsley Wilson, som hade byggt upp ett arboretum där.
Barnes såg sin stiftelse snarare som en utbildningsanstalt än som ett museum. Han samarbetade med filosofen John Dewey och anställde Thomas Munro (1897–1974), en av Deweys disciplar från Columbia University som ansvarig för utbildningsverksamheten.

## Samlingar
Barnes Foundation har över 4 000 föremål, varav över 900 målningar, framför allt verk av Impressionister och modernister. I samlingarna finns 181 målningar av Pierre-Auguste Renoir, 69 av Paul Cézanne, 59 av Henri Matisse, 46 av Pablo Picasso, 21 av Chaim Soutine och 18 av Henri Rousseau.

## Merion Arboretum
Barnes Foundations ursprungliga tomt i Merion är numera ett arboretum på fem hektar, som innehåller favoritarter för undervisningsändamål som samlats av Charles Barnes fru Laura Barnes. Där finns till exempel stewartia, aesculus, phellodendron, clethra och viburnum.

## Bildgalleri
Se även alfabetisk lista över urval av målningarna.

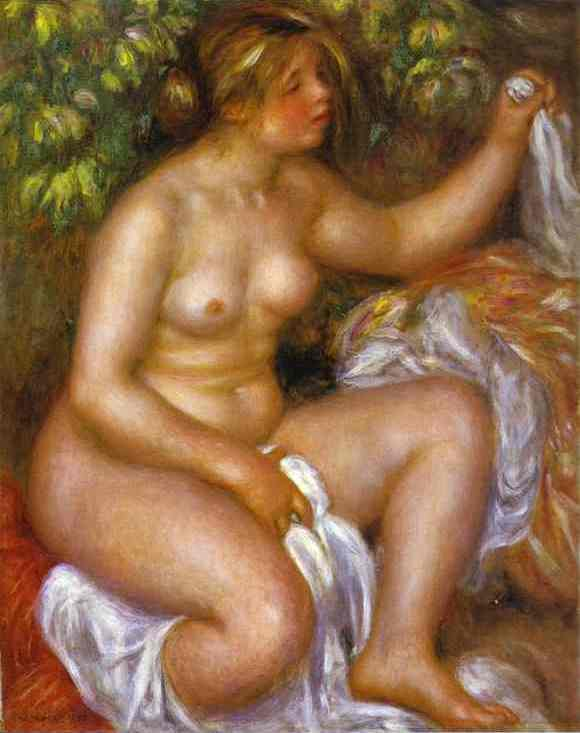
Pierre-Auguste Renoirs Efter badet, 1910
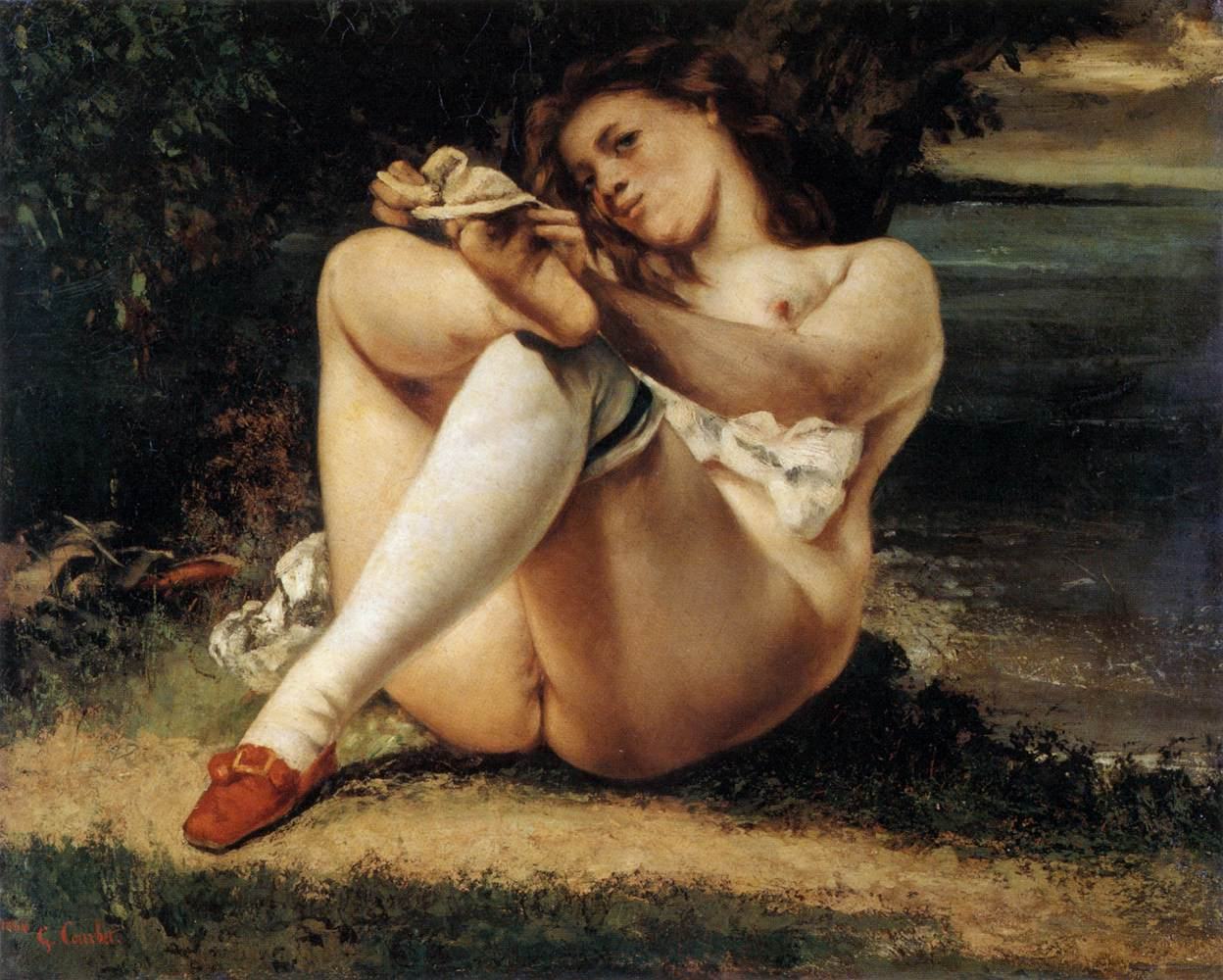
Gustave Courbet, De vita strumporna (omkring 1861)
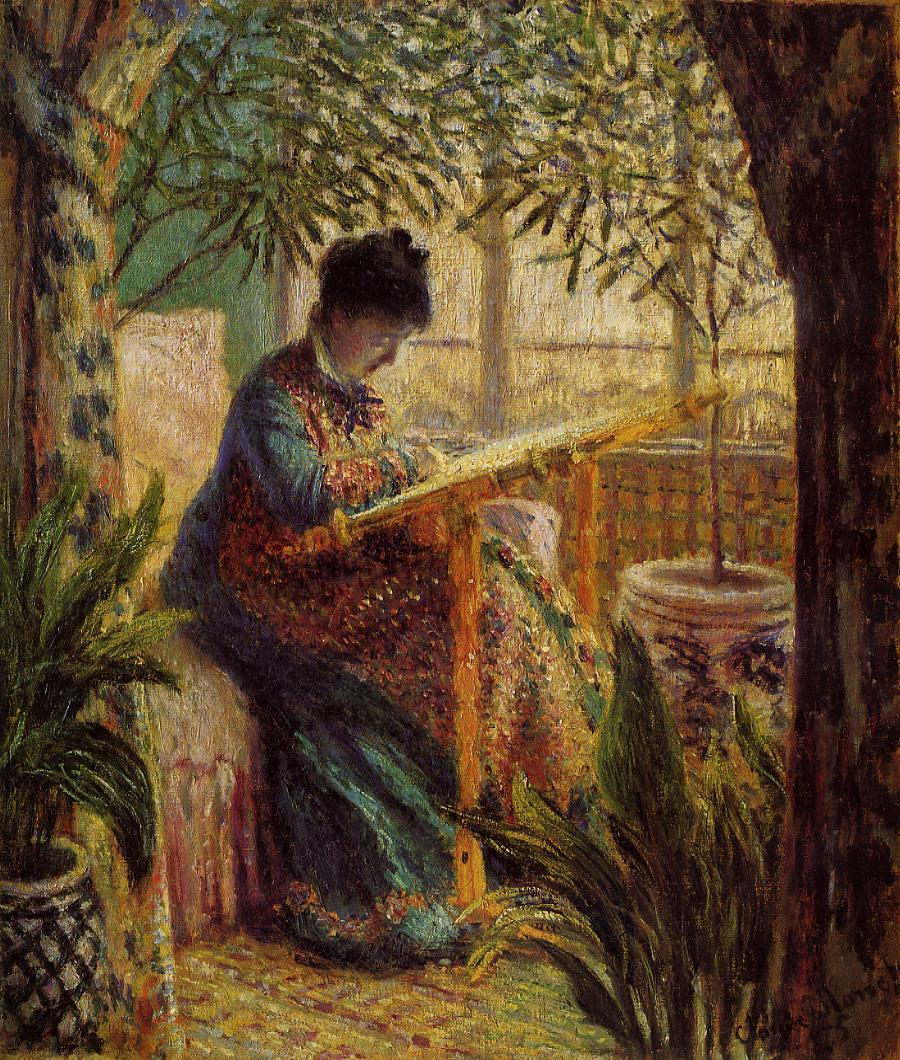
Claude Monets Camille au métier (1875)
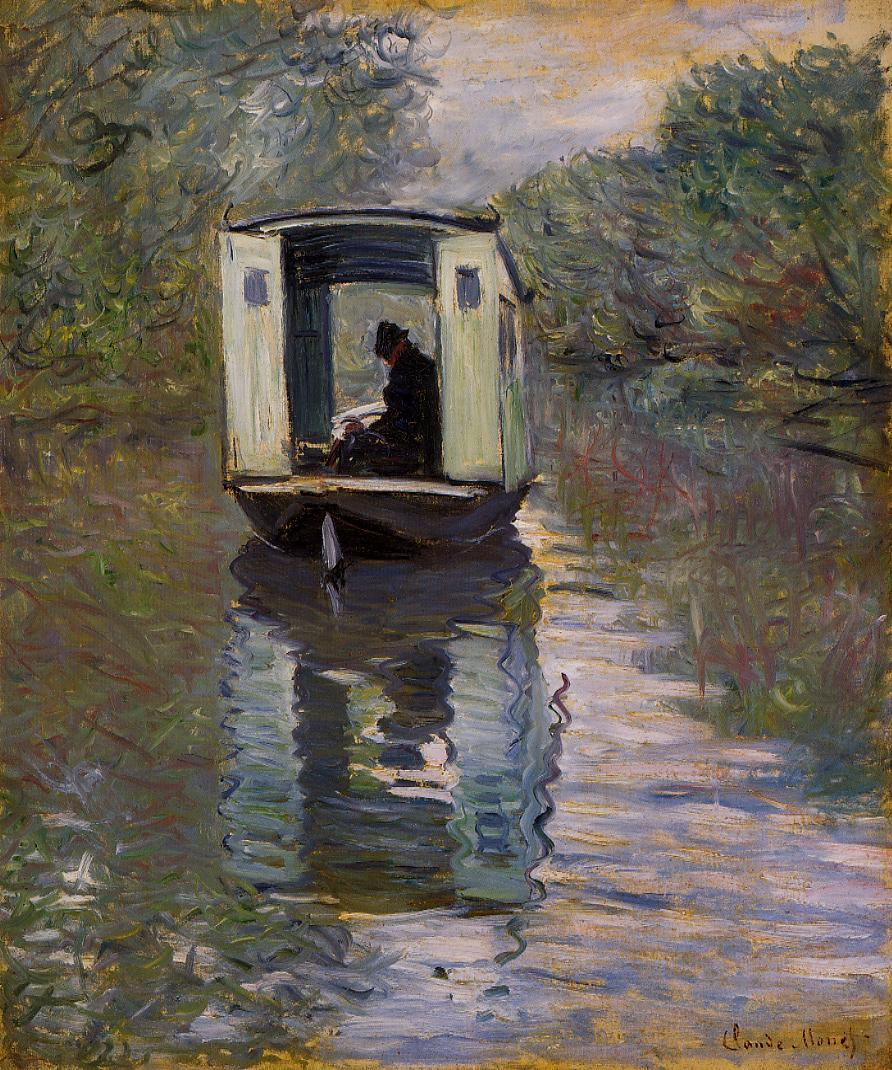
Claude Monets Le Bateau-ateljén (1876)
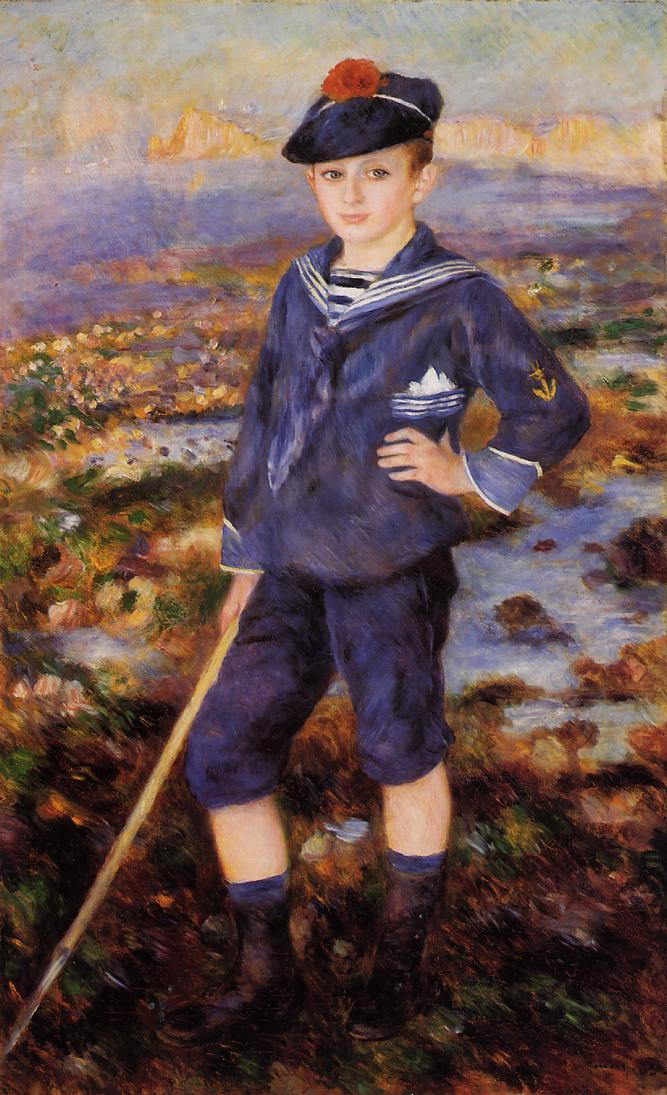
Pierre-Auguste Renoirs "Yngling på Ypors strand" (1883)
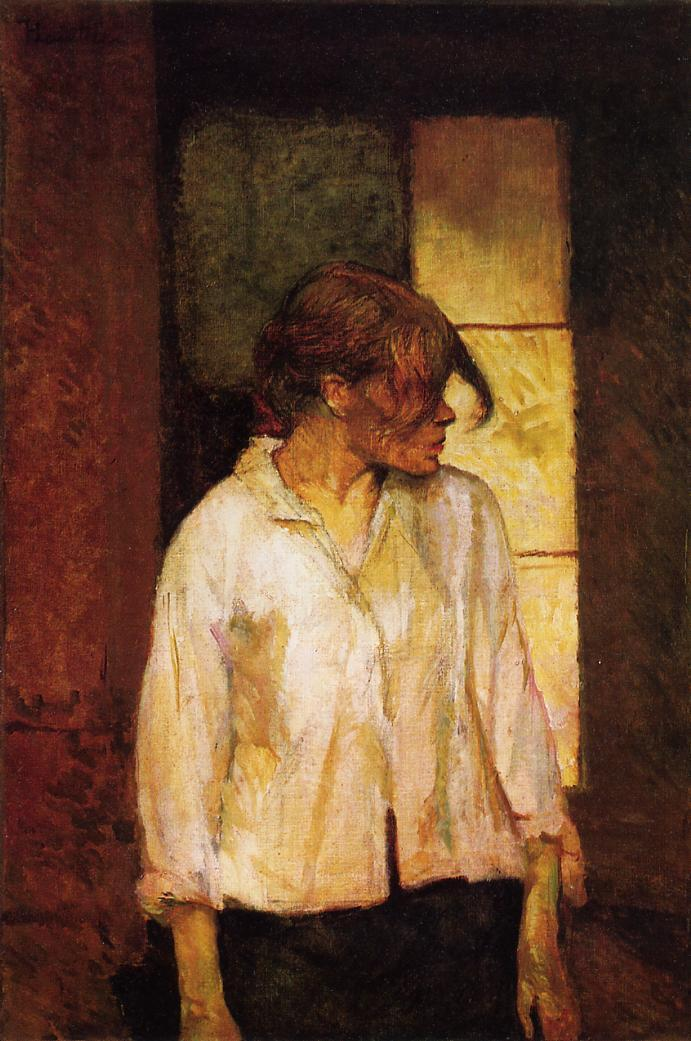
Henri Toulouse-Lautrecs A Montrouge – Rosa la Rouge (1886–87)
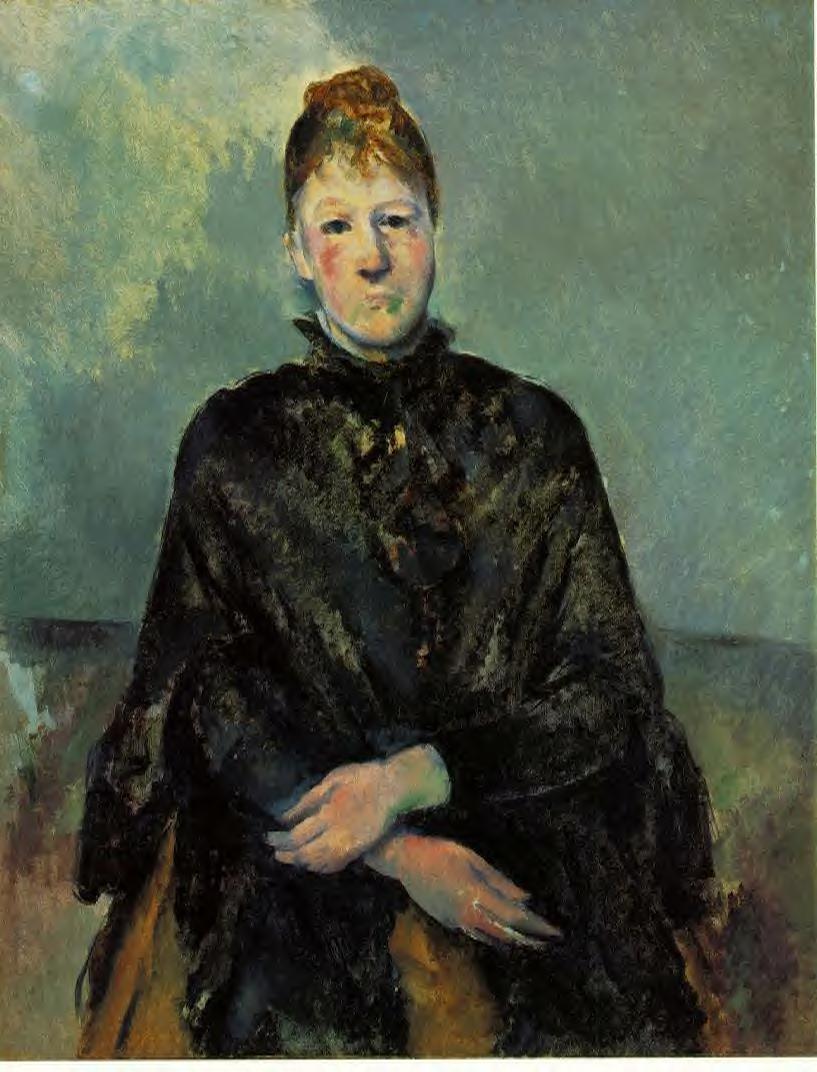
Paul Cézannes Porträtt av Madame Cézanne (1885-87)
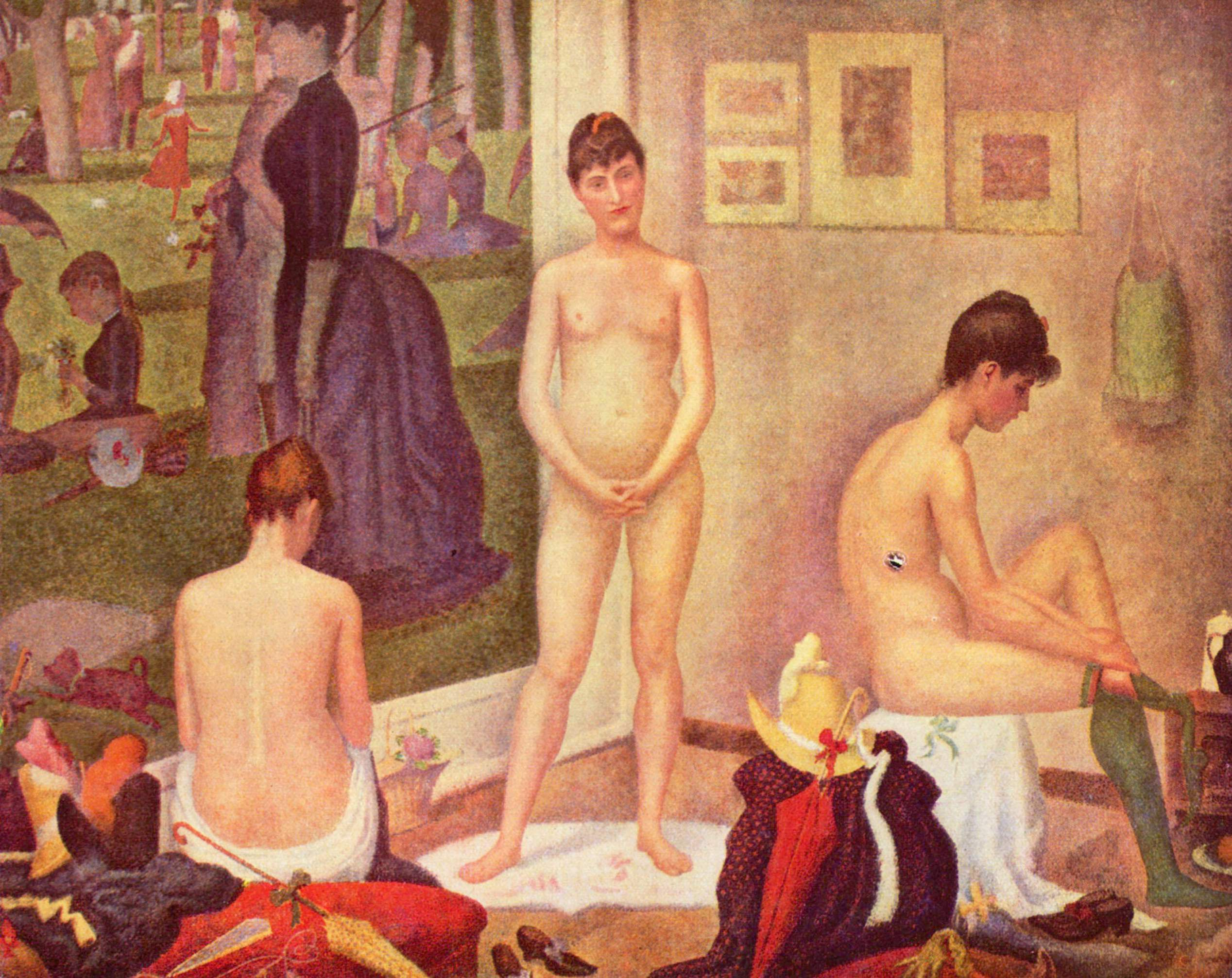
Georges Seurats Modeller (1886–88)
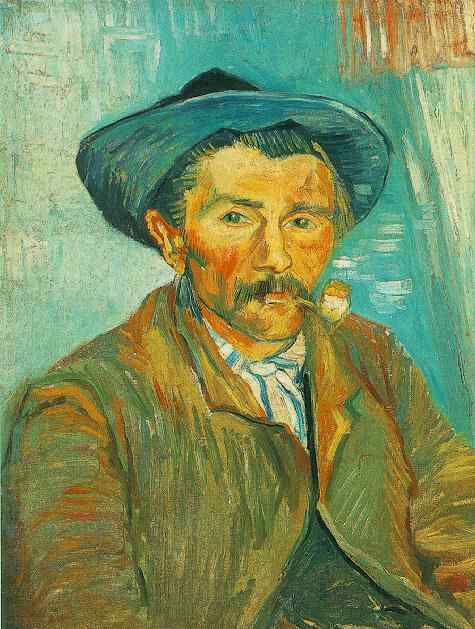
Vincent van Goghs Rökaren (1888)
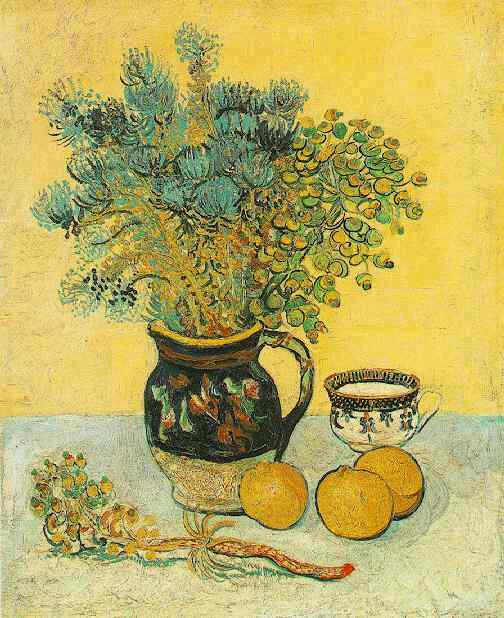
Vincent van Goghs Stilleben (1888)
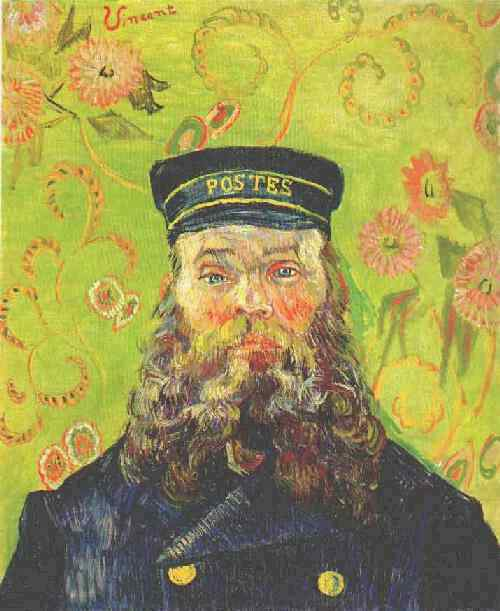
Vincent van Goghs Porträtt av brevbäraren Joseph Roulin (1889)
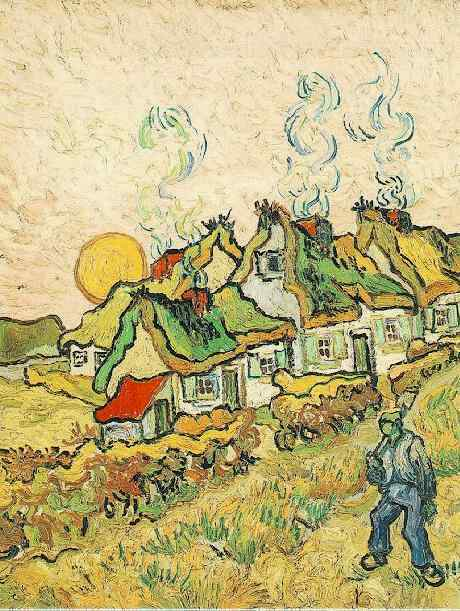
Vincent van Goghs Stugor med halmtak i solskenet (1890)
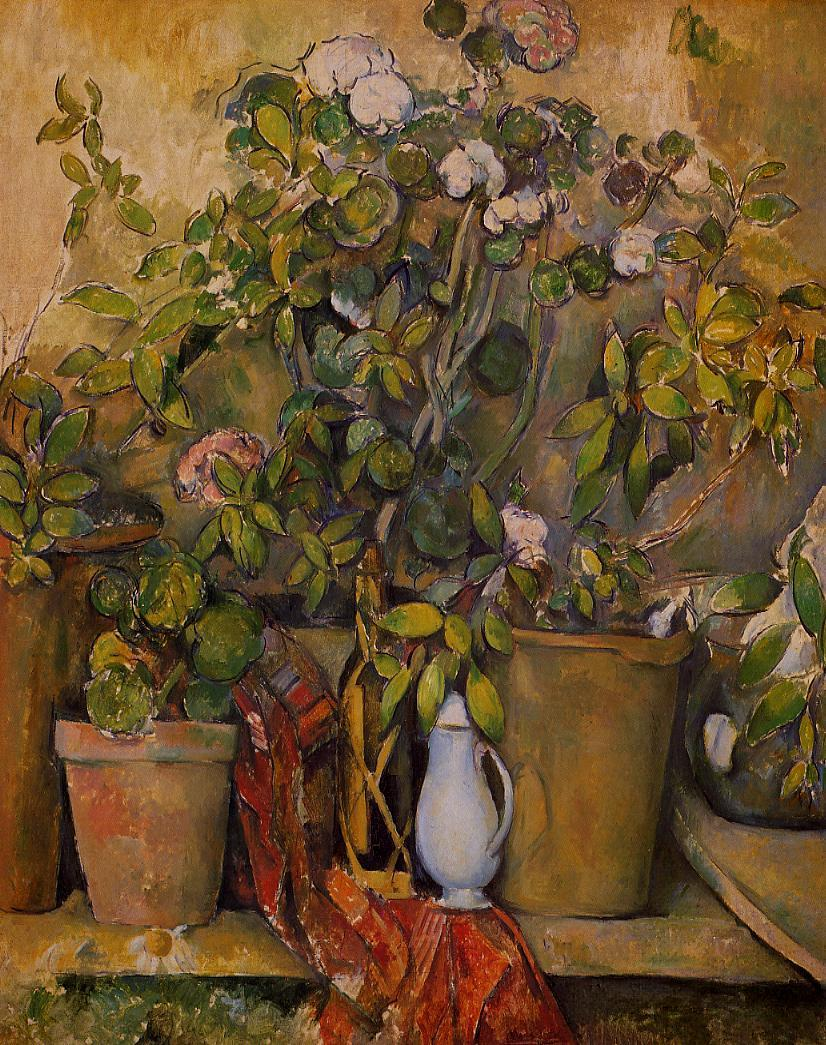
Paul Cézannes Pots en terre cuite et fleurs (1891–92)
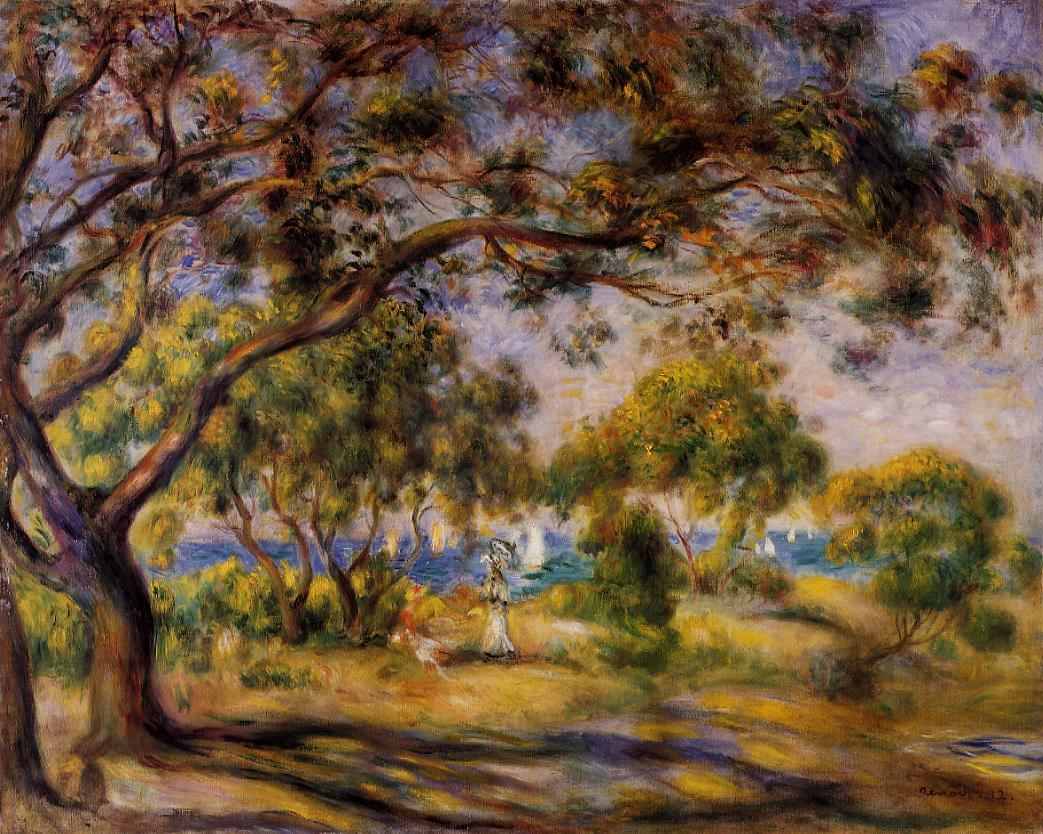
Pierre-Auguste Renoirs Noirmoutier (1892)
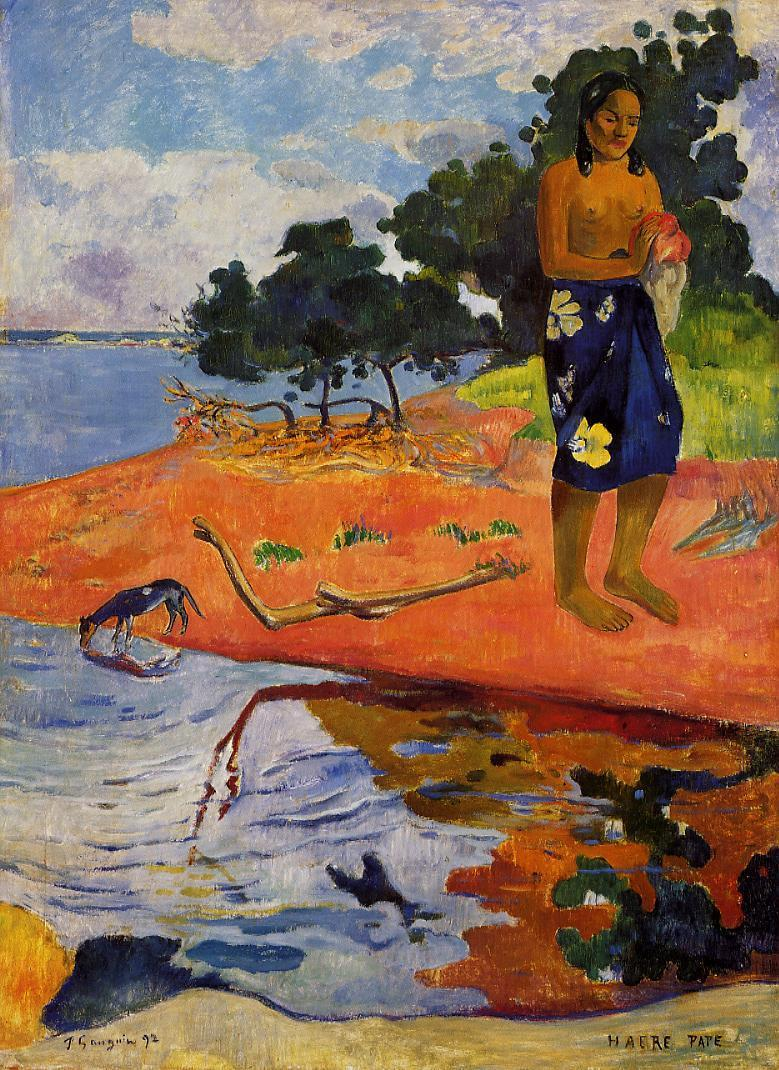
Paul Gauguins Haere Pape (1892)
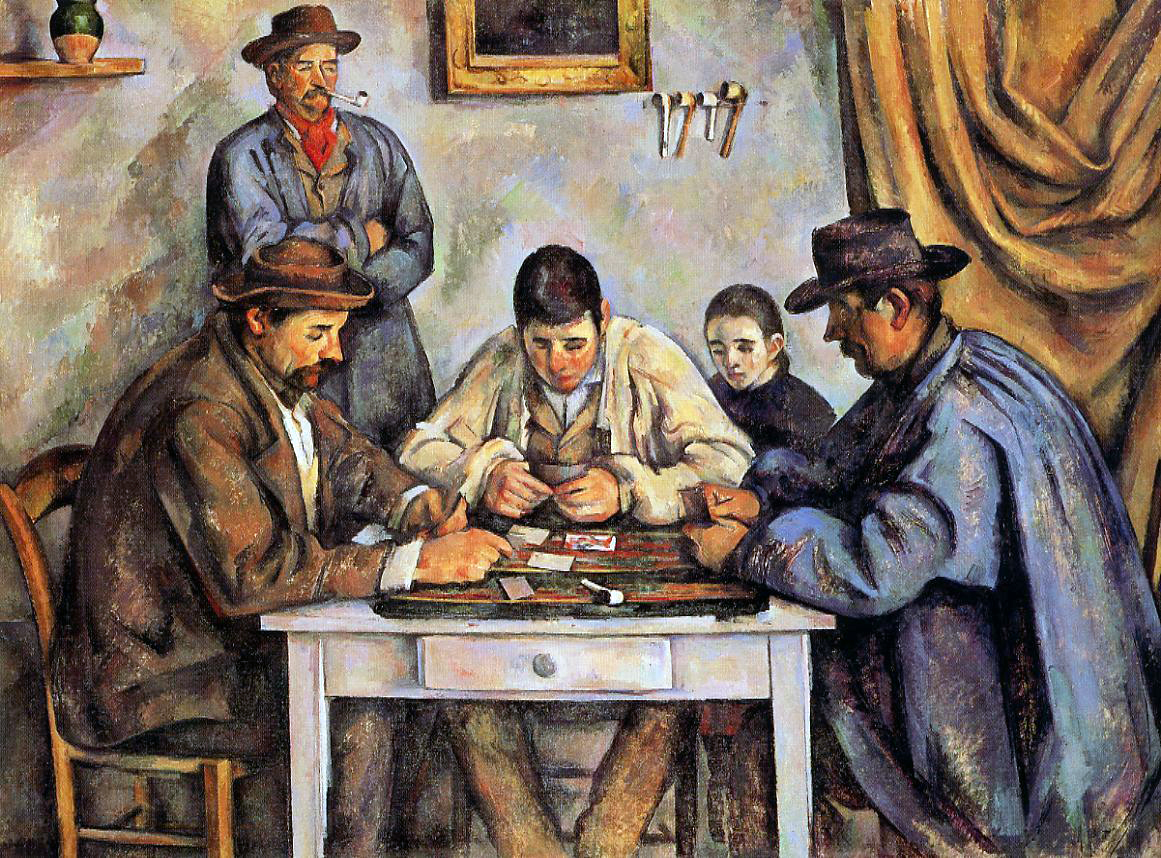
Paul Cézanne, Kortspelarna (1890–92)
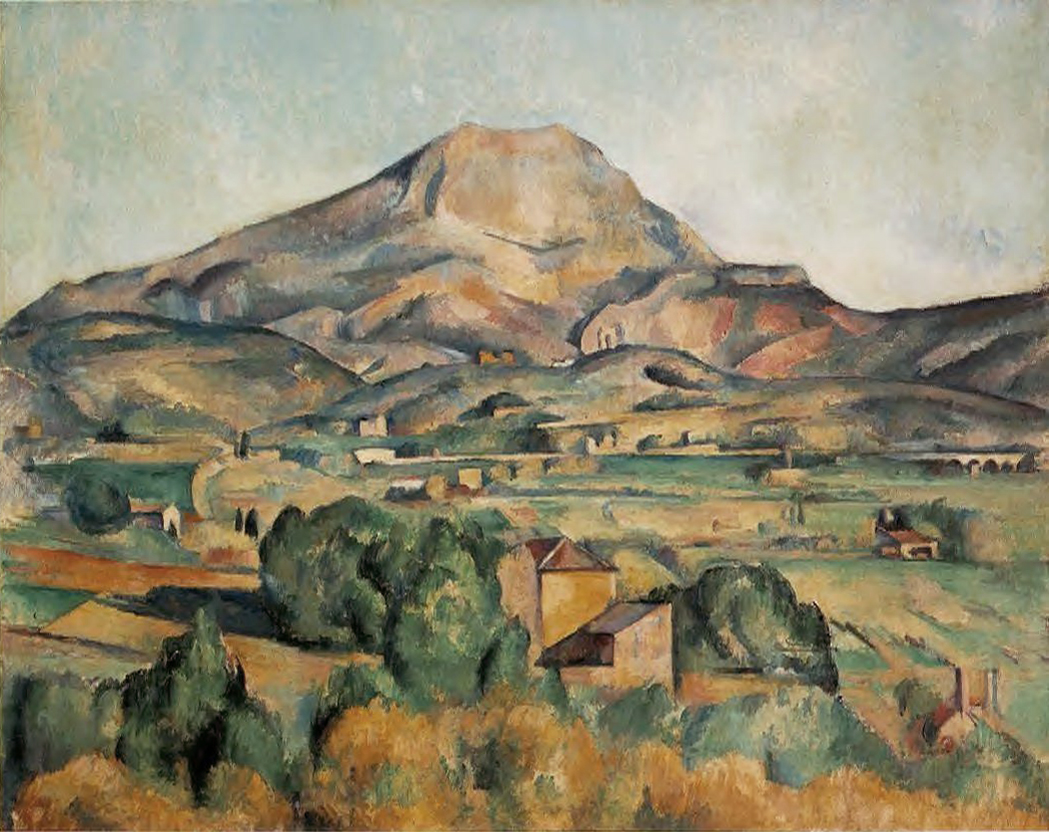
Paul Cézanne, Montagne Sainte-Victoire (1892–95)
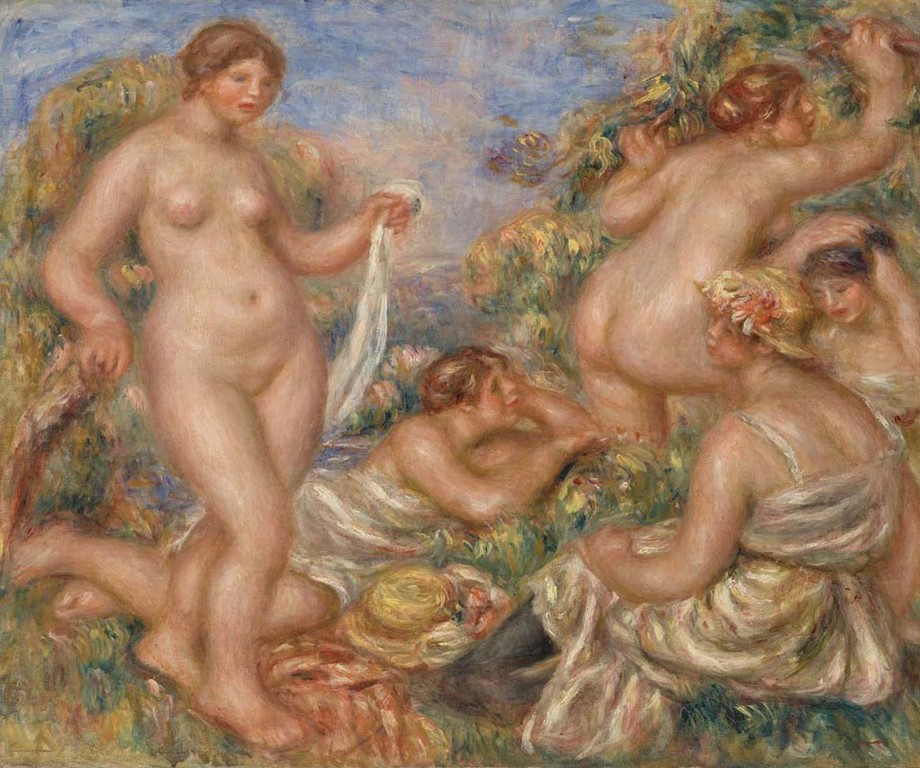
Pierre-Auguste Renoirs De badande kvinnorna (1918)
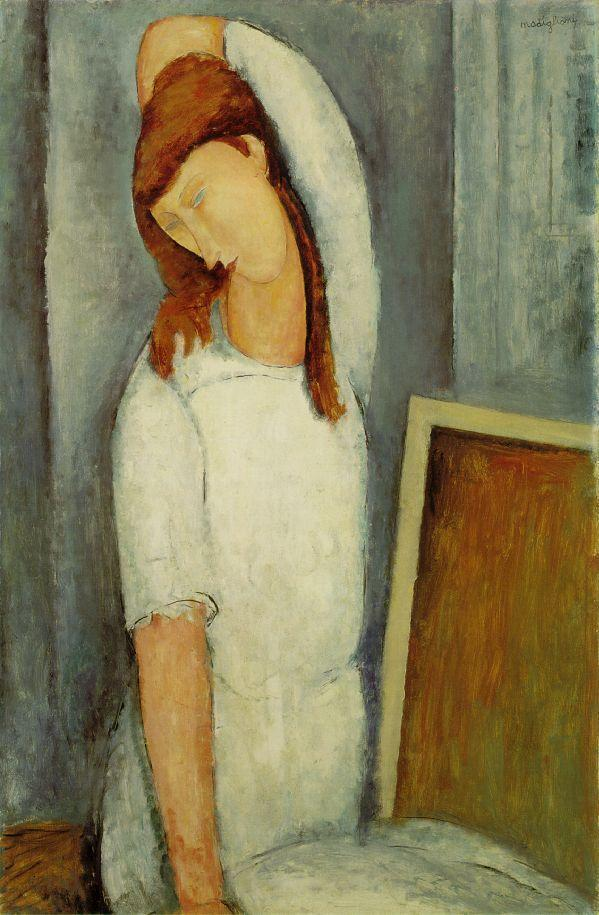
Amedeo Modiglianis Jeanne Hébuterne (1919)